# Raka'ah
Raka'ah er når muslimer bøjer sig, når de beder.
Ved forskellige tidebønner (Salah), skal de bøje sig et forskelligt antal gange.
 Der er for få eller ingen kildehenvisninger i denne artikel, hvilket er et problem. Du kan hjælpe ved at angive troværdige kilder til de påstande, som fremføres i artiklen.

| Islam | Spire Denne islamartikel er en spire som bør udbygges. Du er velkommen til at hjælpe Wikipedia ved at udvide den. |